# 危險人物 (書)
《危險人物》是律師兼電台節目主持翁靜晶根據香港商業電台廣播節目危險人物內的條目改編的一系列書籍，內容為真人真事，主要剖析香港以至世界各地發生的奇案，探討案件發生的原因、過程，犯罪者（或疑犯）的犯罪動機、手法和警方破案關鍵，以及犯罪者如何受法律制裁。書本由天地圖書有限公司出版，現時共有8輯。

## 系列
- 《危險人物》，2004年出版（ISBN 9882018122）
- 《危險人物Ⅱ》，2005年出版（ISBN 9882111602）
- 《危險人物Ⅲ》，2007年出版（ISBN 9789882115828）
- 《危險人物Ⅳ》，2008年出版（ISBN 9789882119468）
- 《危險人物Ⅴ》，2009年出版（ISBN 9789882190719）
- 《危險人物Ⅵ》，2010年出版（ISBN 9789882191983）
- 《危險人物Ⅶ》，2011年出版（ISBN 9789882194311）
- 《危險人物Ⅷ》，2012年出版（ISBN 9789882194731）

## 書本章節

### 《危險人物》
- 石硤尾滙豐銀行縱火案
- 歐陽炳強紙盒藏屍案
- 八仙飯店
- 校長燒屍案

### 《危險人物Ⅱ》
- 公仔頭肢解烹屍案
- 坪洋新村六歲兒女童失蹤案
- 梅子林綁票案
- 「澳門小姐」
- 日本食人王佐川一政

### 《危險人物Ⅲ》
- 入境處縱火案
- 德福花園五屍命案
- 台灣蘇案
- 殺人狂魔吳志達
- 人皮農莊

### 《危險人物Ⅳ》
- 六國大封相
- 香港第一諜案
- 毒馬案
- 影后失蹤事件
- 木箱少女案（英语：Kidnapping of Colleen Stan）

### 《危險人物Ⅴ》
- 卡拉OK地獄之火

### 《危險人物Ⅵ》
- 跑馬地灶底藏屍案
- 元洲邨狂漢大屠殺
- 美國碎木機謀殺案（英语：Murder of Helle Crafts）

### 《危險人物Ⅶ》
- 兩虎搶劫尖沙咀錶行案
- 東京地鐵毒氣殺人事件
- 鳳凰城夢遊殺妻之謎（英语：Homicidal_sleepwalking#Falater case）
- 新加坡神棍虐殺案

## 外部連結
- . 大紀元新聞. 2001-01-08  [2005-12-19]. （原始内容存档于2019-09-14）.（滾油殺夫案）
- . BBC News (英國: BBC). 2000-06-19  [2011-01-10]. （原始内容存档于2019-10-24） （英语）.（多佛爾港死亡貨車）
- .   [2005-12-17]. （原始内容存档于2016-03-05） （日语）.（日本毒婦拐殺案）
- .   [2005-12-17]. （原始内容存档于2020-08-03）.（改編自八仙飯店滅門案的電影八仙飯店之人肉叉燒包的有關網頁）